# Back Stage (film, 1917)
Pour les articles homonymes, voir Backstage (homonymie).
Pour plus de détails, voir Fiche technique et Distribution.
Back Stage est un film muet américain réalisé par Arvid E. Gillstrom et sorti en 1917.

## Synopsis
Inconnu.

## Fiche technique
- Titre : Back Stage
- Réalisation : Arvid E. Gillstrom
- Scénario : Bud Ross, Billy West
- Photographie : Herman Obrock Jr.
- Montage : Ben H. Cohen
- Producteur : Louis Burstein
- Société de production : King Bee Studios
- Pays de production :  États-Unis
- Langue : intertitres en anglais
- Format : Noir et blanc — 35 mm — 1,33:1 — Son : Muet
- Genre : Comédie
- Durée : 10 minutes
- Date de sortie :
  - États-Unis : 15 mai 1917

## Distribution
- Billy West : Props
- Ethel Marie Burton : Ethel
- Polly Bailey :
- Joe Cohen :
- Ethelyn Gibson :
- Oliver Hardy :
- Florence McLaughlin :
- Bud Ross :
- Leo White